# Марусенко Петро Єфремович
Петро Єфремович Марусенко (5 листопада 1906, село Великий Листвен Тупичівській волості Городнянського повіту Чернігівської губернії, тепер Тупичівської сільської громади Чернігівського району Чернігівської області — пропав безвісти 1941, Полтавська область) — український радянський науковець, біолог, фахівець з мікробіології та ветеринарної медицини, директор науково-дослідного інституту мікробіології та епідеміології Академії наук УРСР. Депутат Київської міської ради депутатів трудящих.

## Життєпис
Народився в селянській родині Єфрема Єремійовича та Тетяни Матвіївни Марусенків. Батько працював стрілочником на залізниці.
У семирічному віці Петро Марусенко вступив до Карнаватської залізничної школи, яку залишив після чотирирічного навчання.
На початку 1920-х років вступив до комсомолу, був комсомольським пропагандистом у Тупичівській волості Городнянського повіту Чернігівської губернії. Працював вантажником у магазині зерна, чорноробом цегельно-черепичного заводу села Петрівці Варварівського району, де в 1924 році організував комсомольський осередок. 
З грудня 1924 до липня 1925 року — секретар Варварівського районного комітету ЛКСМУ.
З 1925 до 1927 року — слухач робітничого факультету Одеського медичного інституту. Одночасно із навчанням працював сторожем одного із магазинів Одеського церобкоопу. У 1925 році став кандидатом у члени ВКП(б).
У 1927 році поступив на санітарно-гігієнічний факультет Одеського медичного інституту.
Член ВКП(б) з 1927 року.
У 1932 році закінчив з відзнакою Одеський медичний інститут. З 1932 до 1935 року навчався в аспірантурі Одеського медичного інституту.
У 1935—1936 роках — асистент Одеського санітарно-бактеріологічного інституту імені І.І. Мечникова.
У 1936—1937 роках — заступник директора Одеського науково-дослідного туберкульозного інституту імені А. Іванова.
У серпні — жовтні 1937 року — директор Одеських курортів.
У жовтні 1937 — червні 1941 року — директор науково-дослідного інституту мікробіології та епідеміології Академії наук Української РСР у місті Києві.
З лютого 1938 року очолював комісію для з'ясування причин «невідомого захворювання» та загибелі коней в Україні, Білорусії та Західних областях РРФСР. Комісія з'ясувала етіологію стахіботріотоксикозу.
Під час німецько-радянської війни 9 липня 1941 року добровольцем вступив до Червоної армії, був призначений начальником санітарно-епідеміологічного відділу армії у званні військового лікаря 3-го рангу. Разом із РСЧА відступив з Києва до міста Ніжина, а потім до міста Лубни Полтавської області. На Полтавщині армія потрапила в німецьке оточення, а Петро Марусенко зник безвісти у вересні 1941 року.
У травні 1962 року біля села Іванівки Лазорківського району Полтавської області знайшли військовий планшет із документами Петра Марусенка.

## Нагороди та відзнаки
- орден Трудового Червоного Прапора (12.02.1939)